# American-Australian Scientific Expedition to Arnhem Land

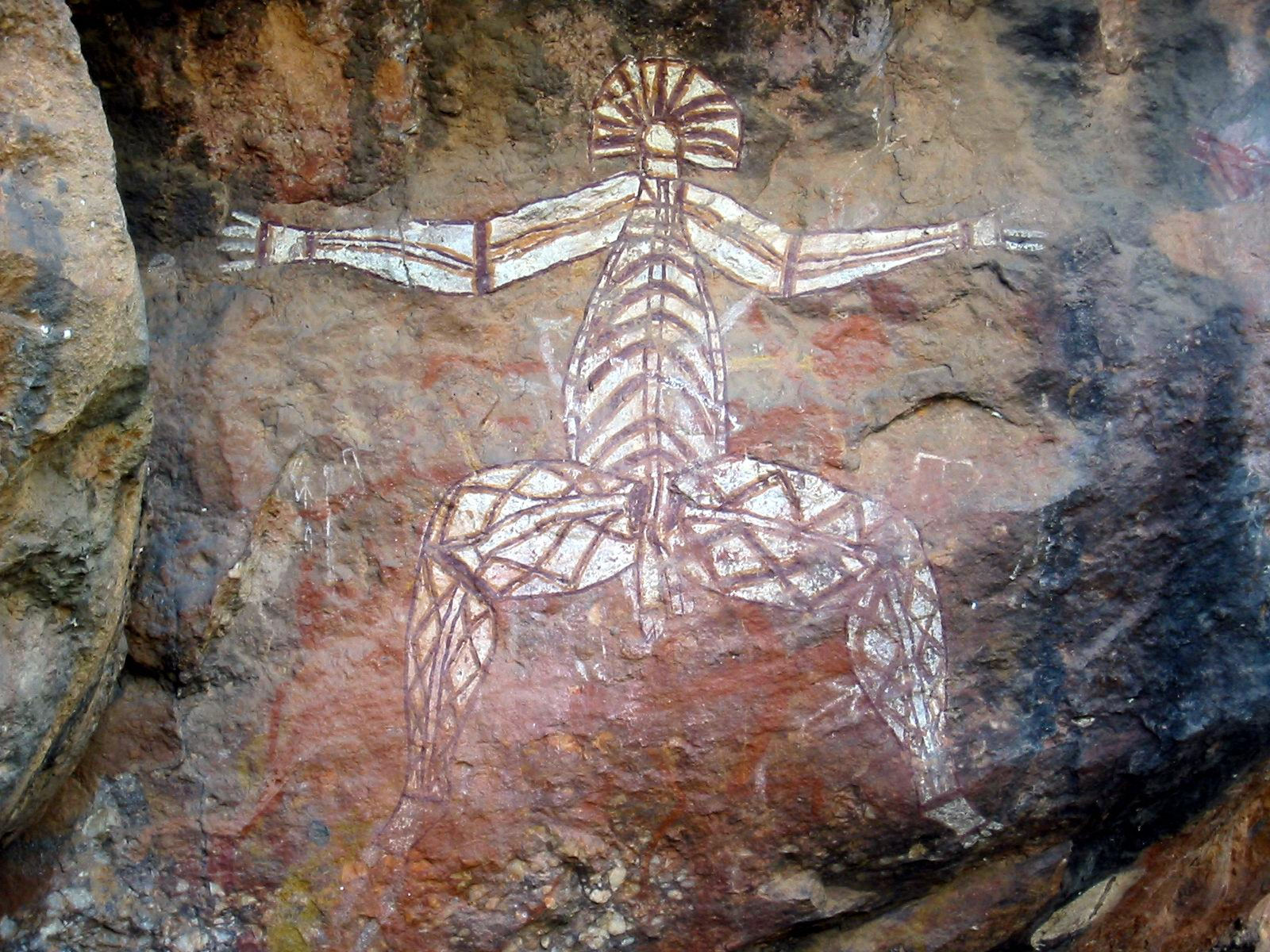
Die X-ray-Kunststilrichtung wurde von der Arnhem Land Expedition dokumentiert

Die American-Australian Scientific Expedition to Arnhem Land (AASEAL), auch Arnhem Land Expedition genannt, wurde von einem Team US-amerikanischer und australischer Wissenschaftlern im Arnhem Land im Northern Territory durchgeführt. Sie hatte zum Ziel die Lebensweise der Aborigines, ihre Kunst, Kultur, Zeremonien und die sie umgebende Umwelt zu untersuchen und zu dokumentieren.
Der Ethnologe Charles Mountford initiierte diese Expedition, nachdem er eine erfolgreiche Vortragsreise über die Aborigines in den Jahren 1944 bis 1945 in den USA durchgeführt hatte. Die Expedition, die von der American National Geographic Society, Washingtons Smithsonian Institute und der Australischen Regierung finanziert wurde, war Ausdruck der Allianz zwischen den USA und Australien im Zweiten Weltkrieg, die weiter unter dem Eindruck des beginnenden Kalten Kriegs politisch weiter gefestigt werden sollte. Förderer der Expedition waren Gilbert Grosvenor, der Präsident der American National Geographic Society, Arthur Calwell, Australiens Minister für Information und Alexander Wetmore, Sekretär der Smithsonian Institution.
Die Expedition begann im Februar 1948 und dauerte acht Monate. Wegen der Dauer und des umfangreich eingesetzten wissenschaftlichen Personals war diese Expedition die größte, die jemals im Arnhem Land stattgefunden hat. Sie wird in Australien auch häufig „the last of big expedition“ oder „friendly mission“ genannt.

## Expeditionspersonal
Ursprünglich sollte die Expedition bereits 1947 stattfinden, aber die Smithsonian Institution hatte Engpässe zu überwinden, da es Personal zur Untersuchungen der Auswirkungen der US-Kernwaffentests auf dem Bikini-Atoll abzustellen hatte.
Die Expeditionsmannschaft bestand aus 17 Personen, darunter zwölf Australier und fünf US-Amerikaner. Expeditionsleiter war Charles Mountford, Kurator für Ethnologie am South Australian Museum in South Australia und Fotograf, Australien, der auch für die Filmdokumentation während der Expedition verantwortlich zeichnete. Sein Stellvertreter war Frank M. Setzler, Chefkurator für Anthropologie an der Smithsonian Institution in den USA.
An der Expedition waren des Weiteren folgende Wissenschaftler beteiligt, Herbert G. Deignan, Vogelkundler, David H. Johnson, Säugetierkundler, Robert Rush Miller, Fischkundler, Raymond L. Specht, Botaniker, Frederick D. McCarthy und Keith Corden, beide Anthropologen. Letzterer arbeitete bis zum 12. August 1948 auch als Koch und anschließend John E. Bray als Anthropologe und Koch.
Harrison H. Walker war als Fotograf und Journalist für die National Geographic Society aus Washington, D.C., Bessie I. Mountford, die Frau von Charles Mountford, als Sekretärin, William E. Harney als Organisator und Peter Bassett-Smith als Kameramann beteiligt.
Vom Institute of Anatomy in Canberra waren zur Untersuchung der Gesundheit und der Ernährungsweise der indigenen Bevölkerung, der Mediziner Brian Billington, die Ernährungswissenschaftlerin Margaret McArthur und der Biochemiker Kelvin Hodges abgestellt.

## Lager
Die Lagerorte der Expedition Groote Eylandt, Yirrkala und Oenpelli befanden sich in Gebieten, die damals weit von der Zivilisation entfernt waren. Die Natur war weitestgehend unberührt geblieben und es gab seit dem 15. Jahrhundert überregionale Beziehungen der dort lebenden Aborigines ins östliche Indonesien. Daher waren Lebensweise und Kultur der Aborigines relativ wenig von der europäischen Kultur beeinflusst worden. Die Orte hatte Mountford ausgewählt.
Die Lager waren in unmittelbarer Nähe von Aborigines-Missionsorten aufgeschlagen, die nach dem Northern Territory Aboriginals Act 1910 errichtet worden waren. Milingimbi wurde 1923 von der Methodist Overseas Mission für die Aborigines der Gupapuyngu und Djambarpuynga und die Station bei Umbakumba (Ayangkulyumuda) bei Groote Eylandt für die Anindilyakwa gebaut. 1925 richtete die Church Mission Society eine Missionsstation für die Kunwinjku und ihre Nachbarn bei Oenpelli ein. Zehn Jahre später errichtete diese Organisation eine Station bei Yirrkala für die Yolngu.

### Groote Eylandt

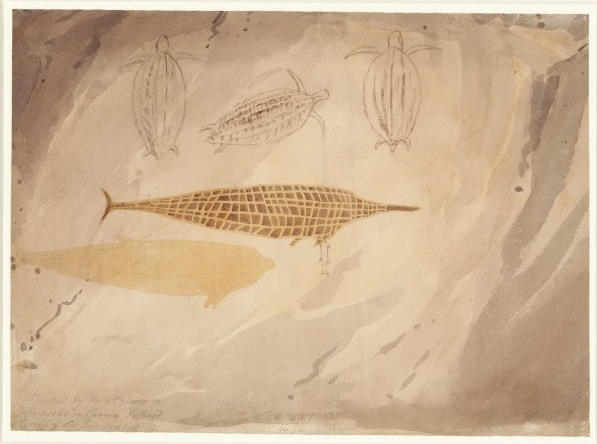
Felsmalereien der Aborigines auf Chasm Island

Die Ausrüstung, Verpflegung und Gerätschaften mit einem Gesamtgewicht von 47 Tonnen wurden mit dem Transportschiff Phoenix von Darwin im Northern Territory nach Groote Eylandt im Golf von Carpentaria verschifft. Die Ankunft des Schiffs, auf dem sich auch die Expeditionsteilnehmer David Johnson, Herbert Deignan und Harrison Walker befanden, verzögerte sich jedoch, da es auf einem Riff an der Boucaut Bay auflief und erst wieder flott gemacht werden musste. Durch die verspätete Ankunft dauerte der Lageraufenthalt sieben Wochen länger. Die anderen Mannschaftsmitglieder kamen mit einem RAAF-Flugboot vom Typ Catalina nach Groote Eylandt und mussten auf die Phoenix warten. Die mit dem Flugzeug eingeflogenen Expeditionsteilnehmer hatten anfänglich Probleme, da die Ausrüstung fehlte, die Verpflegung knapp wurde, das Wetter schlecht und zudem ihr Funkgerät defekt war.
Das Lager, in dem die Expeditionsteilnehmer vom 4. April bis 8. Juli 1948 arbeiteten, befand sich in der Nähe der Port Langdon Flying Boat Base aus dem Zweiten Weltkrieg und der Aborigines-Missionsstation Umbakumba.
Ein weiteres Lager gab es am Roper River, einem Fluss in einer sumpfigen Umgebung, wo Aborigines seit langer Zeit lebten und Fischfang betrieben. Insbesondere ihre Fischfang-Techniken wurden dokumentiert.
Das erste Lager auf Groote Eylandt war wegen der bedeutenden regionalen Aborigines-Kultur und der dortigen Flora und Fauna dort aufgeschlagen worden. McCarthy dokumentierte 2400 Felsenkunst-Motive an den drei Hauptfundorten Chasm Island, Angoroko und Junduruna. Diese umfangreiche Dokumentation erlaubte es ihm, den zeitlichen Wandel der Motive nachzuvollziehen. Diese Methode war neu und richtungsweisend für die gesamte weitere Feldforschung über die Kunst der Aborigines.

### Yirrkala
Nach 14 Wochen wurde das Lager nach Yirrkala verlegt, einem Ort an der Küste im östlichen Arnhemland. Die Siedlung wurde 1934 von der Methodisten-Mission als Aborigines-Missionsstation aufgebaut.
Die Expeditionsmannschaft blieb acht Wochen in dieser von Sümpfen und Eukalyptuswäldern geprägten Landschaft. Die dort existierende Aborigineskultur ist im 18. und 19. Jahrhundert durch die Makassaren-Fischer beeinflusst worden. Die Makassaner, die im Südwesten von Sulawesi beheimatet sind, waren zum saisonalen Sammeln von Seegurken ins Gebiet von Yirrkala gekommen, bis die australische Regierung dies im Jahr 1883 verbot.
In dem Gebiet leben die Aborigines der Yolngu, deren Kunststil sich im Gegensatz zu den sonstigen in Arnhemland durch größere Farbenpracht und die Darstellung von Alien-Symbolen auszeichnet. Vor allem sind sie durch ihre Malereien auf Baumrinden (engl.: bark) bekannt. 1963 erlangte die Yolngu Bark Petition in Australien politische Bedeutung, da in dieser auf Rinde gemalten Protestnote Landrechte der Yolngu eingefordert wurden. Sie wird heute im australischen Parlament in Canberra ausgestellt.
In Yirrkala existiert heute das im Jahr 1975 gegründete Buku-Larrnggay Mulka Art Centre, ein Museum, Kunst- und Kulturzentrum.

### Oenpelli

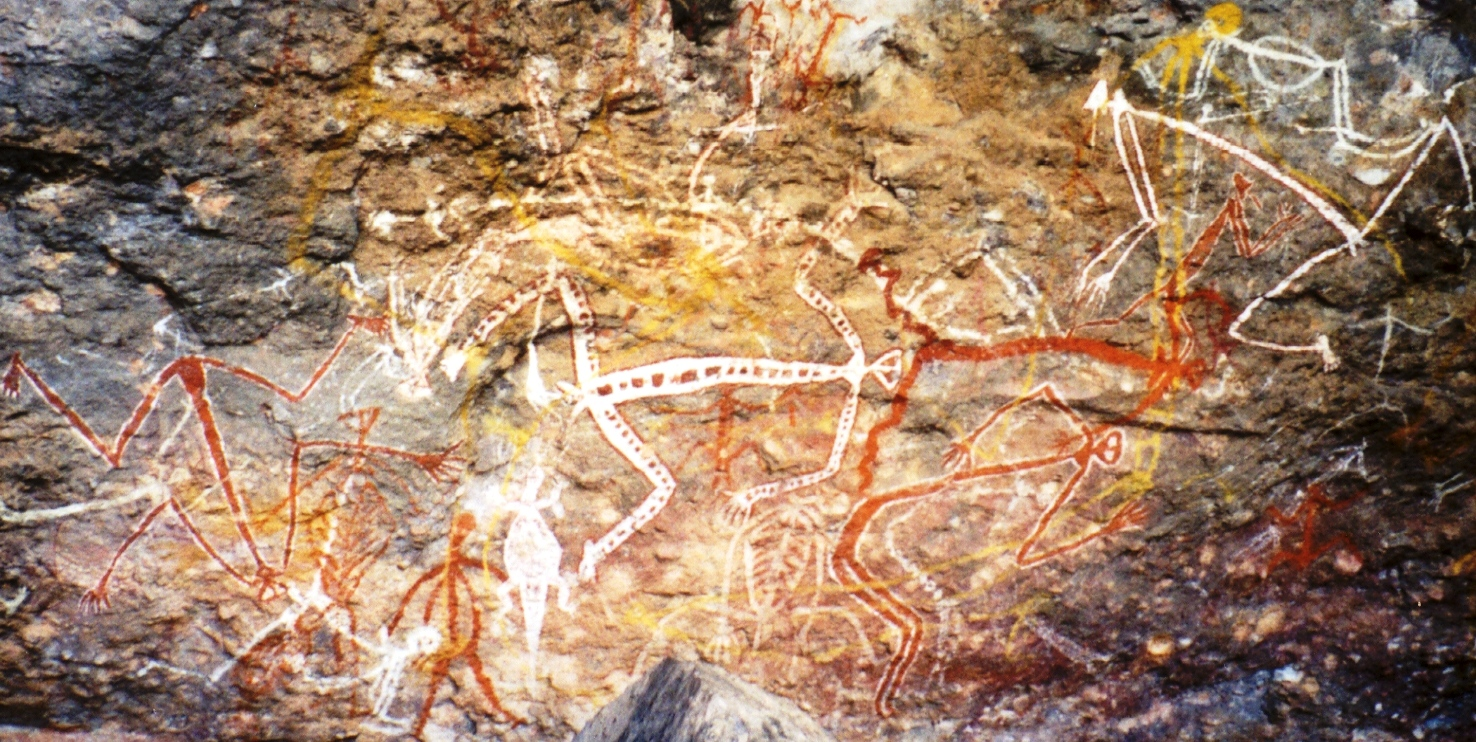
Mimi-Kunststilrichtung

Das dritte Lager wurde bei Oenpelli im Westen des Van-Diemen-Golf errichtet und sieben Wochen genutzt. Es befand sich bei der seit 1906 von Methodisten gegründeten Aborigines-Missionsstation Oenpelli. Das Gebiet ist durch unterschiedliche Landschaften mit unterschiedlicher Flora und Fauna gekennzeichnet. Geprägt wird es von Süßwasserlagunen und den westlich liegenden Überschwemmungsgebieten der Alligator Rivers, die Lebensräume für zahlreiche Arten von Wasservögeln und Fischen bilden.
Unweit der Missionsstation Oenpelli, in der die Aborigines nach westlicher Weise leben und arbeiten mussten, befand sich eine Gemeinschaft der Aborigines, die davon unberührt am Fish Creek lebte. McArthur und McCarthy beobachteten und erfassten das Volumen und Qualität ihrer Ernährung wie auch die dafür geleistete Arbeit. Das Ergebnis zeigte, dass die Ernährung protein- und calciumreich und mit einem Volumen von 2 kg je Kopf und Tag ausreichend war. Die Arbeitszeit zur Ernährungsbeschaffung betrug bei den Männern 3 Stunden und 50 Minuten und bei den Frauen 3 Stunden und 44 Minuten; demzufolge waren etwa 27 Stunden je Woche erforderlich. An der Hemple Bay wurde eine weitere Aborigines-Gemeinschaft dokumentiert. Bei ihr lag die tägliche Zeit der Männer bei 5 Stunden und 7 Minuten und bei den Frauen bei 5 Stunden und 9 Minuten; etwa insgesamt 36 Stunden je Woche. Diese erstmals in der Geschichte Australiens durchgeführte Statistik zeigte, obwohl nicht mit heutigen Standards vergleichbar, dass die Aborigines sehr wohl in der Lage waren, eigenständig ohne den für erforderlich gehaltenen Aufenthalt in Missionsstationen zu leben und sich zu ernähren.
Die Forscher konnten die Kunst der Aborigines in 300 Höhlen dokumentieren, in denen die Aborigines Schutz suchten und Felszeichnungen hinterlassen haben. Die Kunststile, die dokumentiert wurden, werden Röntgenstil und Mimi-Stil genannt. Im Ort befindet sich heute ein Ausstellungszentrum lokaler Künstler, das Injalak Arts Centre.

## Bewertung
Im Verlauf der Expedition wurden 13.500 Pflanzen, 30.000 Fische, 850 Vögel, 460 sonstige Tiere, Tausende von Gerätschaften und Waffen, Hunderte von Rindenmalereien und Zeichen gesammelt sowie Höhlenmalereien auf Fotos abgebildet. Die Expedition wurde seinerzeit durch Radioübertragungen, Filmaufführungen und Publikationen weltweit beachtet. Heute ist sie weitgehend unbekannt. Sie hat, heute betrachtet, Bedeutung hinsichtlich ihres Stellenwerts in der Geschichte der Wissenschaft, der Anthropologie und der Kunst der Aborigines.
Die angewandte Methode der Feldforschung von Mountford war bereits damals umstritten. Adolphus Peter Elkin, Professor für Anthropologie an der University of Sydney, präferierte eine andere Vorgehensweise. Er vertrat die Auffassung, dass anthropologische Studien über indigene Völkerschaften nur dann effektiv seien und wissenschaftlich vertretbare Ergebnisse lieferten, wenn die Forscher längere Zeit gemeinsam mit den Aborigines zusammenlebten und deren Sprache beherrschten.
Im Verlauf der Expedition wurden die Forscher von der indigenen Bevölkerung, Trägern und Fährtensuchern unterstützt. Durch die Zusammensetzung mit Wissenschaftlern aus unterschiedlichen Wissenschaftsdisziplinen kam es umfangreichen Dokumentationen. Im Verlauf der Expedition gab es zahlreiche Transportprobleme, die im Lager bei Oenpelli auch zu einer Auseinandersetzung zwischen Mountford und Seltzer führten.
Die Aborigines der Yolngu waren über die Abbildung ihrer heiligen Stätten, Gemälden auf Rinden und Zeremonien in den Filmen und auf Fotos schockiert und fühlten sich in ihren religiösen Vorstellungen verletzt.
Kritisch wird heute das Sammeln von menschlichen Knochenresten durch Seltzer betrachtet, die im Gebäude der Smithsonian Institution verwahrt worden waren. 2008 wurden sie auf Anfrage der australischen Regierung wieder an die entsprechenden Aborigines-Gemeinschaften zurückgegeben.

## Sammlungen
Sammlungen dieser Expedition befinden sich im National Museum of Australia, Australian Museum, National Museum of Natural History, Smithsonian Institution (USA), Art Gallery of New South Wales, South Australian Museum, Art Gallery of South Australia, State Library of South Australia (Literatursammlung), Tasmanian Museum and Art Gallery, Art Gallery of Western Australia, Queensland Art Gallery und National Gallery of Victoria.

## Weiterführende Literatur
Nachfolgend ist die Literatur genannt, die von Expeditionsteilnehmern oder unter Beteiligung von Ihnen die Arnhem Land Expedition zum Gegenstand haben und veröffentlicht wurde:
- H. G. Deignan: Birds of the Arnhem Land Expedition. In: Rec. American-Australian Sci. Expedition to Arnhem Land. 4, S. 345–425.
- M. McArthur, B. P. Billington, K. J. Hodges: Nutrition and health (1948) of Aborigines in settlements in Arnhem Land, northern Australia. In: Asia Pacific journal of clinical nutrition. 9(3)2000, S. 164–213.
- M. McArthur, F. McCarthy, R. Specht: Nutrition studies (1948) of nomadic Aborigines in Arnhem Land, northern Australia. In: Asia Pacific Journal of clinical nutrition. 9(3)2000, S. 215–223.
- F. McCArthy, F. M. Setzler: The Archaeology of Arnhem Land. In: Charles P. Mountford (1960): Records of the American-Australian scientific expedition to Arnhem Land. Vol. 2: Anthropology and nutrition. OCLC 769973193, S. 215–295.
- C. P. Mountford (Hrsg.): Records of the American-Australian Scientific Expedition to Arnhem Land.
  - Vol. 1: Art, Myth and Symbolism. Melbourne University Press, Melbourne 1956.
  - Vol. 2: Anthropology and Nutrition. Melbourne University Press, Melbourne 1960.
  - Vol. 3: Botany and Plant Ecology. Melbourne University Press, Melbourne 1958.
- R. Specht (Hrsg.): Records of the American-Australian scientific expedition to Arnhem Land. Vol. 4: Zoology. Melbourne University Press, Melbourne 1964.
- H. Walker: Cruise to Stone Age Arnhem Land. In: National Geographic. 96(3)1949, S. 417–430.

Einen historischen Abriss der Expedition bietet:
- Martin Thomas und Margo Neale: Exploring the Legacy of the 1948 Arnhem Land Expedition. ANU Press, Canberra 2011, ISBN 978-1-921666-45-2.